# Tóth Éva (színművész, 1954)
Tóth Éva (Nagymaros, 1954. július 4. –) magyar színésznő.

## Életpályája

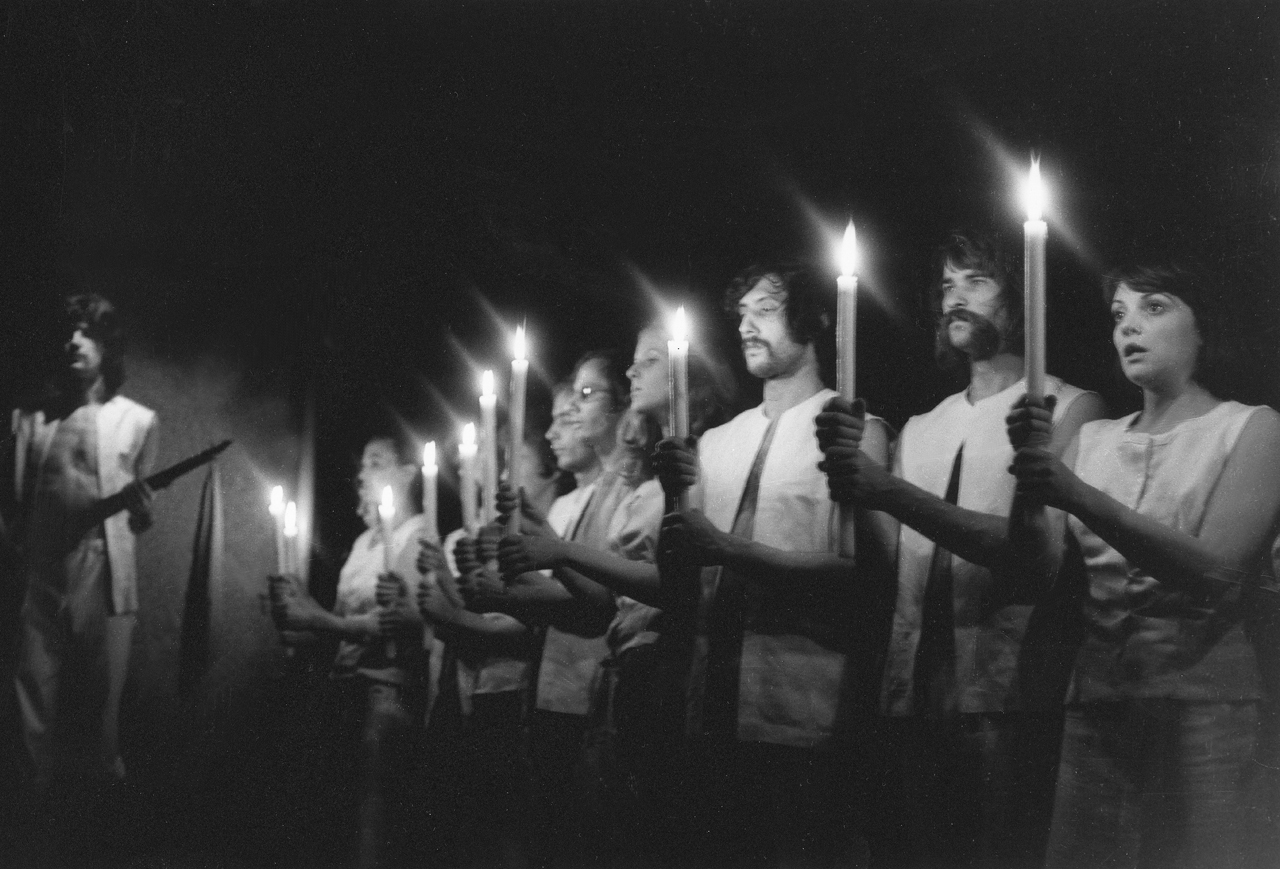
A Vörös zsoltár című előadásban - Tóth Éva a sor közepén
(25. Színház, 1973 Fotó:
Korniss Péter)

Pályafutása 1973-ban a 25. Színházban indult. A Színház- és Filmművészeti Főiskolán 1978-ban végzett Vámos László tanítványaként. A főiskola után a kaposvári Csiky Gergely Színház társulatához szerződött, 1980-tól a Vígszínház, 1983-tól a Nemzeti Színház társulatának, majd 2000-től, a névváltást követően a Pesti Magyar Színház tagja 2022-ig.
Nevéhez számtalan rádiós- és szinkronalakítás is fűződik.
Szülei: Tóth Nándor festőművész és Heinczinger Éva. Férje előbb Balkay Géza volt, aki első gyermekének édesapja, majd Tahi József színművész. Gyermekei: Balkay Tamás (1986) és Tahi-Tóth Orsolya (1992).

## Díjai
- Rajz János-díj (1984, 1994)
- Főnix díj (2007, 2020)[6]
- Sík Ferenc-emlékgyűrű (2009)
- Ivánka Csaba-díj (2012)
- Agárdy-emléklánc (2017)[7]

## Színházi szerepei
| \| Szerző \| A darab címe \| Bemutató dátuma \| S z í n h á z \| Játszott szerep \| \| --------------------------------------------------------------------------------------------------------------------- \| ------------------------------------------------------------------------------------------------------------------------------- \| --------------- \| --------------------------------------------------------- \| --------------------------------------------- \| \| Szőnyi Zoltán, László Endre \| Csinn-bumm cirkusz \| 1959. \| Bartók Terem \| Peti \| \| Jékely Zoltán \| Mátyás király juhásza \| 1961. \| Bartók Terem \| Beatrice \| \| Federico García Lorca, András László (összeállító) \| Granadában történt \| 1961. \| Irodalmi Színpad \| \| \| Hárs László \| Ki a győztes? \| 1961. \| Bartók Terem \| Gyuri \| \| Zelk Zoltán \| Az ezernevű lány \| 1963. \| Bartók Terem \| Cseresznyefa \| \| Móricz Zsigmond \| Légy jó mindhalálig \| 1964. \| Bartók Gyermekszínház \| Gimesi, IV. b. osztályos tanuló \| \| Gyurkó László \| A búsképű lovag, Don Quijote de la Mancha szörnyűséges kalandjai és gyönyörűszép halála \| 1973. \| 25. Színház \| Nyoszolyólány \| \| Hernádi Gyula \| Utópia \| 1973. \| Huszonötödik Színház \| \| \| Hernádi Gyula, Jancsó Miklós \| Vörös zsoltár \| 1973. \| Huszonötödik Színház \| \| \| - \| M-A-D-Á-C-H \| 1974. \| Huszonötödik Színház \| \| \| Jókai Mór \| Thespis kordéja \| 1976. \| Ódry Színpad \| Első frajla \| \| Miloslav Stehlík \| A bizalom vonala \| 1976. \| Radnóti Miklós Színház \| Lány \| \| Ken Kesey, Dale Wasserman \| Kakukkfészek \| 1977. \| Vígszínház \| Sandra \| \| Anton Pavlovics Csehov \| Ivanov \| 1977. \| Csiky Gergely Színház (Kaposvár) \| Szasa, Lebegyevék leánya \| \| Eugene O’Neill \| Utazás az éjszakába \| 1977. \| Pesti Színház \| Cathleen, a konyhalány \| \| Romhányi József \| Hamupipőke \| 1977. \| Miskolci Nemzeti Színház Meseszínháza \| \| \| Csingiz Ajtmatov, Katona Imre, Iglódi István \| A kisfiúnak két meséje volt, az egyik csak az övé,a másik pedig, amit a nagyapjától hallott; aztánnem maradt egy meséje sem \| 1978. \| Várszínház (Budapest) \| \| \| Pilinszky János \| Síremlék \| 1978. \| Várszínház Sarokterem \| \| \| Móricz Zsigmond, Móricz Virág \| Rokonok \| 1978. \| Csiky Gergely Színház \| Szentkálnay Magdaléna \| \| Carlo Collodi, Litvai Nelli \| Pinokkió kalandjai \| 1978. \| Csiky Gergely Színház \| Tündér \| \| Bertolt Brecht \| A szecsuáni jólélek \| 1978. \| Csiky Gergely Színház \| Asszony a nyolctagú családban \| \| Gianni Rodari, Malgot István \| Hagymácska különös kalandjai \| 1978. \| Józsefvárosi Színház \| \| \| William Shakespeare \| Szeget szeggel \| 1978. \| Csiky Gergely Színház \| Izabella, Claudio húga \| \| Witold Gombrowicz \| Esküvő \| 1979. \| Csiky Gergely Színház \| Mania (Cseléd és Hercegnő) \| \| Luigi Pirandello \| Csecse \| 1979. \| Csiky Gergely Színház Játékszín \| Nada, osztályon felüli utcalány \| \| August Strindberg \| Álomjáték \| 1979. \| Pécsi Nemzeti Színház \| Balerina \| \| William Makepeace Thackeray, Malgot István \| A rózsa és a gyűrű \| 1979. \| Népszínház - Művelődési Ház, Paks \| \| \| - \| Presszó \| 1979. \| Józsefvárosi Színház \| - \| \| Heinrich von Kleist \| Homburg hercege \| 1980. \| Vígszínház \| Orániai Natalie hercegnő \| \| Stanisław Lem, Malgot István \| Kalandok a világűrben \| 1980. \| Népszínház - Művelődési Ház, Paks \| \| \| Páskándi Géza \| Kálmán király \| 1980. \| Szegedi Szabadtéri Játékok - Dóm tér \| Boszorkány \| \| Bajor Andor, Malgot István \| Felicián és a kalózok \| 1980. \| Népszínház Józsefvárosi Színháza Paksi Művelődési Központ \| \| \| Rejtő Jenő, Malgot István \| Piszkos Fred, a kapitány \| 1981. \| Népszínház - Művelődési Ház, Bácsalmás \| \| \| Füst Milán, Valló Péter \| A sanda bohóc \| 1981. \| Vígszínház \| Miss Arabella, az állatszelídítőnő \| \| Kisfaludy Károly \| Csalódások \| 1981. \| Agria' 81 Játékszín a Líceum udvarán \| Köröndy Lina, fiatal özvegy \| \| Friedrich Schiller \| Tell Vilmos \| 1981. \| Szegedi Szabadtéri Játékok - Dóm tér \| Berta von Bruneck \| \| Fernand Crommelynck \| Forrón és hidegen \| 1981. \| Vígszínház \| Félie \| \| Valló Péter (összeállító) \| In memoriam Ö.I. \| 1982. \| Vígszínház \| \| \| August Strindberg \| Julie kisasszony \| 1982. \| Tatabányai Népszínház Orpheusz Színháza \| Julie kisasszony \| \| Euripidész \| Bakkhánsnők \| 1982. \| Zichy-kastély \| Bakkhánsnők karvezetője \| \| Molnár Ferenc \| Olympia \| 1982. \| Nemzeti Színház \| Olympia, özv. Orsolini hercegné, a leánya \| \| Madách Imre \| Az ember tragédiája \| 1983. \| Nemzeti Színház; Szegedi Szabadtéri Játékok \| Éva \| \| Kertész Ákos \| Családi ház manzárddal, avagy egész évben karácsony \| 1984. \| Nemzeti Színház -Várszínház \| Maglódi Annamária \| \| George Bernard Shaw \| Tanner John házassága (Ember és felsőbbrendű ember) \| 1985. \| Nemzeti Színház \| Violet \| \| Victor Hugo \| A királyasszony lovagja (Ruy Blas) \| 1985. \| Nemzeti Színház \| Neuburgi Mária, Spanyolország királynéja \| \| Euripidész \| Trójai nők \| 1986. \| Nemzeti Színház \| Trójai nő \| \| Molière \| Tudós nők \| 1987. \| Nemzeti Színház - Várszínház Refektóriuma \| Armanda, Chrysale egyik lánya \| \| Illyés Gyula \| Kegyenc \| 1987. \| Vörösmarty Színház \| Júlia, Maximus felesége \| \| Illyés Gyula \| Lélekbúvár \| 1988. \| Nemzeti Színház - Várszínház \| Dr. Bárány Klára \| \| Csurka István \| Megmaradni \| 1988. \| Gyulai Várszínház; Nemzeti Színház \| Réka, Harisnyás lánya, Örs felesége \| \| Szophoklész, Eörsi István \| Tragédia magyar nyelven Szophoklész Antigoné-jából \| 1989. \| Nemzeti Színház - Várszínház \| Isméne \| \| Szigligeti Ede \| Liliomfi \| 1990. \| Kisvárdai Várszínház \| Kamilla kisasszony \| \| Remenyik Zsigmond \| Kard és kocka \| 1990. \| Nemzeti Színház \| Jozefa, leányasszony \| \| Arthur L. Kopit \| Jaj, apu, szegény apu, a szekrénybe beakasztott tégedet az anyu, s az én pici szívem olyan szomorú \| 1991. \| Nemzeti Színház - Várszínház Kamaraterem \| Rosalie \| \| Henri Meilhac, Albert Millaud \| Nebáncsvirág \| 1991. \| Gárdonyi Géza Színház \| \| \| Friedrich Schiller \| Don Carlos \| 1992. \| Nemzeti Színház \| Eboli hercegnő \| \| William Shakespeare \| Macbeth \| 1993. \| Nemzeti Színház \| Lady Macduff \| \| Czakó Gábor \| Fehér ló avagy Duna-party kocsmológia \| 1993. \| Nemzeti Színház - Várszínház \| Angyalka \| \| Dunai Ferenc \| Párhuzamos pofonok \| 1993. \| Nemzeti Színház - Várszínház \| Daphne \| \| Gyurkovics Tibor \| Császármorzsa \| 1994. \| Nemzeti Színház - Várszínház \| Ági \| \| Stanisław Wyspiański \| Menyegző \| 1994. \| Nemzeti Színház \| Gazdasszony, a felesége \| \| Molnár Ferenc \| Panoptikum avagy a király füle \| 1994. \| Nemzeti Színház \| Anna hercegnő, Rudolf felesége \| \| Szép Ernő \| Lila ákác \| 1995. \| Nemzeti Színház - Várszínház \| Bizonyosné nagyságos asszony \| \| Mikszáth Kálmán, Szakonyi Károly \| Szent Péter esernyője \| 1996. \| Nemzeti Színház \| Mme. Kriszbay \| \| Georg Kaiser \| A főnyeremény \| 1996. \| Nemzeti Színház - Várszínház \| Helén, Sophus Möller felesége \| \| Hunyady Sándor \| Lovagias ügy \| 1996. \| Nemzeti Színház - Várszínház \| Gizike, gépírókisasszony \| \| Peter Weiss \| Jean Paul Marat üldöztetése és meggyilkolása, ahogy a charentoni elmegyógyintézet színjátszói előadják De Sade úr betanításában \| 1998. \| Nemzeti Színház - Várszínház \| Simonne Evrard \| \| Szabó Magda \| Régimódi történet \| 1999. \| Nemzeti Színház \| Klári, mindenes \| \| Pierre Ambroise Choderlos de Laclos, Vidnyánszky Attila \| Veszedelmes viszonyok \| 2000. \| Magyar Színház - Várszínház \| Émilie \| \| Heltai Jenő \| A néma levente \| 2002. \| Magyar Színház; Siklósi Nyári Várszínház \| Gianetta, Zilia barátnője \| \| Pozsgai Zsolt \| Arthur és Paul \| 2003. \| Magyar Színház - Sinkovits Imre Színpad \| Mathilde, Paul első felesége \| \| Simon Gray \| A játék vége \| 2003. \| Magyar Színház - Sinkovits Imre Színpad \| Jenny \| \| Martos Ferenc \| Lili bárónő \| 2005. \| Blaha Lujza Színház - Egervári Várszínház \| Lili bárónő \| \| Petőfi Sándor, Bakonyi Károly \| János vitéz \| 2005. \| Blaha Lujza Színház - Egervári Várszínház \| Iluska \| \| Rejtő Jenő, Schwajda György \| A néma revolverek városa \| 2005. \| Magyar Színház \| Bunny \| \| Szabó Magda, Bereményi Géza \| Az ajtó \| 2006. \| Magyar Színház \| Polett \| \| Pozsgai Zsolt \| Szeretlek, fény \| 2006. \| Magyar Színház - Pécsváradi Vár szabadtéri színpada \| Predszlava \| \| Füst Milán \| Máli néni \| 2008. \| Magyar Színház \| Szolgáló \| \| Háy János \| Házasságon innen, házasságon túl \| 2008. \| Magyar Színház - Sinkovits Imre Színpad \| Másik feleség \| \| Bertolt Brecht \| A szecsuáni jó ember \| 2009. \| Magyar Színház \| Szun anyja \| \| Edmond Rostand \| Cyrano de Bergerac \| 2009. \| Magyar Színház \| Roxan \| \| ifj. Alexandre Dumas, Kiss Csaba \| A kaméliás hölgy \| 2010. \| Magyar Színház \| Nanine \| \| Georges Feydeau \| Osztrigás Mici \| 2011. \| Magyar Színház \| Mme Sauvarel \| \| Guy Foissy \| Szabadságot Mókusnak! \| 2011. \| Magyar Színház - Sinkovits Imre Színpad \| \| \| James Lapine, Galambos Attila \| Vadregény \| 2014. \| Magyar Színház \| Piroska nagymamája \| \| Alekszandr Szergejevics Puskin, Molnár-Keresztyén Gabriella \| Anyegin \| 2014. \| Magyar Színház Sinkovits Imre Stúdiószínpad \| Dada; Aline \| \| Arnold Wesker, Lőrinczy Attila \| A konyha \| 2015. \| Magyar Színház \| Bertha \| \| Carlo Goldoni, Török Tamara \| Chioggiai csetepaté \| 2015. \| Magyar Színház \| Pasqua asszony, a felesége \| \| Howard Lindsay, Russel Crouse, Maria Augusta von Trapp, Bátki Mihály, Fábri Péter, Richard Rodgers, Oscar Hammerstein \| A muzsika hangja \| 2015. \| Pesti Magyar Színház \| Frau Schmidt, a házvezetőnő (szerepkettőzés) \| \| Hedry Mária \| Tündér Míra \| 2016. \| Magyar Színház \| Orsolya, a gyermekek dajkája, Tóbiás felesége \| | |                 |                                                           |                                               |
| Szerző | A darab címe | Bemutató dátuma | S z í n h á z                                             | Játszott szerep                               |
| Szőnyi Zoltán, László Endre | Csinn-bumm cirkusz | 1959.           | Bartók Terem                                              | Peti                                          |
| Jékely Zoltán | Mátyás király juhásza | 1961.           | Bartók Terem                                              | Beatrice                                      |
| Federico García Lorca, András László (összeállító) | Granadában történt | 1961.           | Irodalmi Színpad                                          |                                               |
| Hárs László | Ki a győztes? | 1961.           | Bartók Terem                                              | Gyuri                                         |
| Zelk Zoltán | Az ezernevű lány | 1963.           | Bartók Terem                                              | Cseresznyefa                                  |
| Móricz Zsigmond | Légy jó mindhalálig | 1964.           | Bartók Gyermekszínház                                     | Gimesi, IV. b. osztályos tanuló               |
| Gyurkó László | A búsképű lovag, Don Quijote de la Mancha szörnyűséges kalandjai és gyönyörűszép halála                                         | 1973.           | 25. Színház                                               | Nyoszolyólány                                 |
| Hernádi Gyula | Utópia | 1973.           | Huszonötödik Színház                                      |                                               |
| Hernádi Gyula, Jancsó Miklós | Vörös zsoltár | 1973.           | Huszonötödik Színház                                      |                                               |
| - | M-A-D-Á-C-H | 1974.           | Huszonötödik Színház                                      |                                               |
| Jókai Mór | Thespis kordéja | 1976.           | Ódry Színpad                                              | Első frajla                                   |
| Miloslav Stehlík | A bizalom vonala | 1976.           | Radnóti Miklós Színház                                    | Lány                                          |
| Ken Kesey, Dale Wasserman | Kakukkfészek | 1977.           | Vígszínház                                                | Sandra                                        |
| Anton Pavlovics Csehov | Ivanov | 1977.           | Csiky Gergely Színház (Kaposvár)                          | Szasa, Lebegyevék leánya                      |
| Eugene O’Neill | Utazás az éjszakába | 1977.           | Pesti Színház                                             | Cathleen, a konyhalány                        |
| Romhányi József | Hamupipőke | 1977.           | Miskolci Nemzeti Színház Meseszínháza                     |                                               |
| Csingiz Ajtmatov, Katona Imre, Iglódi István | A kisfiúnak két meséje volt, az egyik csak az övé,a másik pedig, amit a nagyapjától hallott; aztánnem maradt egy meséje sem     | 1978.           | Várszínház (Budapest)                                     |                                               |
| Pilinszky János | Síremlék | 1978.           | Várszínház Sarokterem                                     |                                               |
| Móricz Zsigmond, Móricz Virág | Rokonok | 1978.           | Csiky Gergely Színház                                     | Szentkálnay Magdaléna                         |
| Carlo Collodi, Litvai Nelli | Pinokkió kalandjai | 1978.           | Csiky Gergely Színház                                     | Tündér                                        |
| Bertolt Brecht | A szecsuáni jólélek | 1978.           | Csiky Gergely Színház                                     | Asszony a nyolctagú családban                 |
| Gianni Rodari, Malgot István | Hagymácska különös kalandjai | 1978.           | Józsefvárosi Színház                                      |                                               |
| William Shakespeare | Szeget szeggel | 1978.           | Csiky Gergely Színház                                     | Izabella, Claudio húga                        |
| Witold Gombrowicz | Esküvő | 1979.           | Csiky Gergely Színház                                     | Mania (Cseléd és Hercegnő)                    |
| Luigi Pirandello | Csecse | 1979.           | Csiky Gergely Színház Játékszín                           | Nada, osztályon felüli utcalány               |
| August Strindberg | Álomjáték | 1979.           | Pécsi Nemzeti Színház                                     | Balerina                                      |
| William Makepeace Thackeray, Malgot István | A rózsa és a gyűrű | 1979.           | Népszínház - Művelődési Ház, Paks                         |                                               |
| - | Presszó | 1979.           | Józsefvárosi Színház                                      | -                                             |
| Heinrich von Kleist | Homburg hercege | 1980.           | Vígszínház                                                | Orániai Natalie hercegnő                      |
| Stanisław Lem, Malgot István | Kalandok a világűrben | 1980.           | Népszínház - Művelődési Ház, Paks                         |                                               |
| Páskándi Géza | Kálmán király | 1980.           | Szegedi Szabadtéri Játékok - Dóm tér                      | Boszorkány                                    |
| Bajor Andor, Malgot István | Felicián és a kalózok | 1980.           | Népszínház Józsefvárosi Színháza Paksi Művelődési Központ |                                               |
| Rejtő Jenő, Malgot István | Piszkos Fred, a kapitány | 1981.           | Népszínház - Művelődési Ház, Bácsalmás                    |                                               |
| Füst Milán, Valló Péter | A sanda bohóc | 1981.           | Vígszínház                                                | Miss Arabella, az állatszelídítőnő            |
| Kisfaludy Károly | Csalódások | 1981.           | Agria' 81 Játékszín a Líceum udvarán                      | Köröndy Lina, fiatal özvegy                   |
| Friedrich Schiller | Tell Vilmos | 1981.           | Szegedi Szabadtéri Játékok - Dóm tér                      | Berta von Bruneck                             |
| Fernand Crommelynck | Forrón és hidegen | 1981.           | Vígszínház                                                | Félie                                         |
| Valló Péter (összeállító) | In memoriam Ö.I. | 1982.           | Vígszínház                                                |                                               |
| August Strindberg | Julie kisasszony | 1982.           | Tatabányai Népszínház Orpheusz Színháza                   | Julie kisasszony                              |
| Euripidész | Bakkhánsnők | 1982.           | Zichy-kastély                                             | Bakkhánsnők karvezetője                       |
| Molnár Ferenc | Olympia | 1982.           | Nemzeti Színház                                           | Olympia, özv. Orsolini hercegné, a leánya     |
| Madách Imre | Az ember tragédiája | 1983.           | Nemzeti Színház; Szegedi Szabadtéri Játékok               | Éva                                           |
| Kertész Ákos | Családi ház manzárddal, avagy egész évben karácsony                                                                             | 1984.           | Nemzeti Színház -Várszínház                               | Maglódi Annamária                             |
| George Bernard Shaw | Tanner John házassága (Ember és felsőbbrendű ember)                                                                             | 1985.           | Nemzeti Színház                                           | Violet                                        |
| Victor Hugo | A királyasszony lovagja (Ruy Blas)                                                                                              | 1985.           | Nemzeti Színház                                           | Neuburgi Mária, Spanyolország királynéja      |
| Euripidész | Trójai nők | 1986.           | Nemzeti Színház                                           | Trójai nő                                     |
| Molière | Tudós nők | 1987.           | Nemzeti Színház - Várszínház Refektóriuma                 | Armanda, Chrysale egyik lánya                 |
| Illyés Gyula | Kegyenc | 1987.           | Vörösmarty Színház                                        | Júlia, Maximus felesége                       |
| Illyés Gyula | Lélekbúvár | 1988.           | Nemzeti Színház - Várszínház                              | Dr. Bárány Klára                              |
| Csurka István | Megmaradni | 1988.           | Gyulai Várszínház; Nemzeti Színház                        | Réka, Harisnyás lánya, Örs felesége           |
| Szophoklész, Eörsi István | Tragédia magyar nyelven Szophoklész Antigoné-jából                                                                              | 1989.           | Nemzeti Színház - Várszínház                              | Isméne                                        |
| Szigligeti Ede | Liliomfi | 1990.           | Kisvárdai Várszínház                                      | Kamilla kisasszony                            |
| Remenyik Zsigmond | Kard és kocka | 1990.           | Nemzeti Színház                                           | Jozefa, leányasszony                          |
| Arthur L. Kopit | Jaj, apu, szegény apu, a szekrénybe beakasztott tégedet az anyu, s az én pici szívem olyan szomorú                              | 1991.           | Nemzeti Színház - Várszínház Kamaraterem                  | Rosalie                                       |
| Henri Meilhac, Albert Millaud | Nebáncsvirág | 1991.           | Gárdonyi Géza Színház                                     |                                               |
| Friedrich Schiller | Don Carlos | 1992.           | Nemzeti Színház                                           | Eboli hercegnő                                |
| William Shakespeare | Macbeth | 1993.           | Nemzeti Színház                                           | Lady Macduff                                  |
| Czakó Gábor | Fehér ló avagy Duna-party kocsmológia                                                                                           | 1993.           | Nemzeti Színház - Várszínház                              | Angyalka                                      |
| Dunai Ferenc | Párhuzamos pofonok | 1993.           | Nemzeti Színház - Várszínház                              | Daphne                                        |
| Gyurkovics Tibor | Császármorzsa | 1994.           | Nemzeti Színház - Várszínház                              | Ági                                           |
| Stanisław Wyspiański | Menyegző | 1994.           | Nemzeti Színház                                           | Gazdasszony, a felesége                       |
| Molnár Ferenc | Panoptikum avagy a király füle                                                                                                  | 1994.           | Nemzeti Színház                                           | Anna hercegnő, Rudolf felesége                |
| Szép Ernő | Lila ákác | 1995.           | Nemzeti Színház - Várszínház                              | Bizonyosné nagyságos asszony                  |
| Mikszáth Kálmán, Szakonyi Károly | Szent Péter esernyője | 1996.           | Nemzeti Színház                                           | Mme. Kriszbay                                 |
| Georg Kaiser | A főnyeremény | 1996.           | Nemzeti Színház - Várszínház                              | Helén, Sophus Möller felesége                 |
| Hunyady Sándor | Lovagias ügy | 1996.           | Nemzeti Színház - Várszínház                              | Gizike, gépírókisasszony                      |
| Peter Weiss | Jean Paul Marat üldöztetése és meggyilkolása, ahogy a charentoni elmegyógyintézet színjátszói előadják De Sade úr betanításában | 1998.           | Nemzeti Színház - Várszínház                              | Simonne Evrard                                |
| Szabó Magda | Régimódi történet | 1999.           | Nemzeti Színház                                           | Klári, mindenes                               |
| Pierre Ambroise Choderlos de Laclos, Vidnyánszky Attila | Veszedelmes viszonyok | 2000.           | Magyar Színház - Várszínház                               | Émilie                                        |
| Heltai Jenő | A néma levente | 2002.           | Magyar Színház; Siklósi Nyári Várszínház                  | Gianetta, Zilia barátnője                     |
| Pozsgai Zsolt | Arthur és Paul | 2003.           | Magyar Színház - Sinkovits Imre Színpad                   | Mathilde, Paul első felesége                  |
| Simon Gray | A játék vége | 2003.           | Magyar Színház - Sinkovits Imre Színpad                   | Jenny                                         |
| Martos Ferenc | Lili bárónő | 2005.           | Blaha Lujza Színház - Egervári Várszínház                 | Lili bárónő                                   |
| Petőfi Sándor, Bakonyi Károly | János vitéz | 2005.           | Blaha Lujza Színház - Egervári Várszínház                 | Iluska                                        |
| Rejtő Jenő, Schwajda György | A néma revolverek városa | 2005.           | Magyar Színház                                            | Bunny                                         |
| Szabó Magda, Bereményi Géza | Az ajtó | 2006.           | Magyar Színház                                            | Polett                                        |
| Pozsgai Zsolt | Szeretlek, fény | 2006.           | Magyar Színház - Pécsváradi Vár szabadtéri színpada       | Predszlava                                    |
| Füst Milán | Máli néni | 2008.           | Magyar Színház                                            | Szolgáló                                      |
| Háy János | Házasságon innen, házasságon túl                                                                                                | 2008.           | Magyar Színház - Sinkovits Imre Színpad                   | Másik feleség                                 |
| Bertolt Brecht | A szecsuáni jó ember | 2009.           | Magyar Színház                                            | Szun anyja                                    |
| Edmond Rostand | Cyrano de Bergerac | 2009.           | Magyar Színház                                            | Roxan                                         |
| ifj. Alexandre Dumas, Kiss Csaba | A kaméliás hölgy | 2010.           | Magyar Színház                                            | Nanine                                        |
| Georges Feydeau | Osztrigás Mici | 2011.           | Magyar Színház                                            | Mme Sauvarel                                  |
| Guy Foissy | Szabadságot Mókusnak! | 2011.           | Magyar Színház - Sinkovits Imre Színpad                   |                                               |
| James Lapine, Galambos Attila | Vadregény | 2014.           | Magyar Színház                                            | Piroska nagymamája                            |
| Alekszandr Szergejevics Puskin, Molnár-Keresztyén Gabriella | Anyegin | 2014.           | Magyar Színház Sinkovits Imre Stúdiószínpad               | Dada; Aline                                   |
| Arnold Wesker, Lőrinczy Attila | A konyha | 2015.           | Magyar Színház                                            | Bertha                                        |
| Carlo Goldoni, Török Tamara | Chioggiai csetepaté | 2015.           | Magyar Színház                                            | Pasqua asszony, a felesége                    |
| Howard Lindsay, Russel Crouse, Maria Augusta von Trapp, Bátki Mihály, Fábri Péter, Richard Rodgers, Oscar Hammerstein | A muzsika hangja | 2015.           | Pesti Magyar Színház                                      | Frau Schmidt, a házvezetőnő (szerepkettőzés)  |
| Hedry Mária | Tündér Míra | 2016.           | Magyar Színház                                            | Orsolya, a gyermekek dajkája, Tóbiás felesége |

### Jelenleg játszott szerepei
Az utolsó módosítás ebben a szakaszban:  2017. október 1., 03:24 (CEST)
A Pesti Magyar Színházban:
- Háy János: Házasságon innen, házasságon túl – másik feleség
- Richard Rodgers, Oscar Hammerstein II., Howard Lindsay, Russel Crouse, Maria Augusta von Trapp, Bátki Mihály, Fábri Péter: A muzsika hangja – Frau Schmidt, a házvezetőnő
- Hedry Mária: Tündér Míra – Orsolya, Tóbiás felesége
- Tim Firth: Naptárlányok – Lady Cravenshire[9]

## Tévés és filmes szerepei
- Papírvirágok
- Katonák
- Ivanov (ff., színházi közvetítés), 1977
- Küszöbök (magyar tévéfilm sor., 1979)
- Szeget Szeggel (színházi felvétel), 1980
- Collodi–Litvai: Pinokkió (színházi felvétel), 1998[10] -
- Psyché és Nárcisz (magyar filmdráma), 1980 – Rhédey Klára
- Mint oldott kéve (tévésorozat, 2. epizód: Magyarország 1849), 1983 – Görgeyné
- Yerma (magyar filmdráma), 1984
- A vörös grófnő (magyar filmdráma), 1985 – Boji, Katus húga
- Falfúró (magyar filmszatíra), 1985 – Éva (hang)
- Eszmélet (tévéfilmsorozat), 1989 – Espersit Mária
- Roncsfilm (magyar filmvígjáték), 1992
- Citromdisznó (magyar filmszatíra), 1993 – Mostoha
- Gengszterfilm, 1999
- Hotel Szekszárdi (tévésorozat – epizód: Koronás fők), 2002 – Abelin felesége
- Barátok közt (tévésorozat – epizód: ), 2002 – Tóth Natália
- Casting minden (magyar zenés vígjáték), 2008 – Benke Juli
- Magyar Passió (magyar dráma), 2021

## Szinkronszerepei
| Film magyar címe (bemutatás éve)           | Film eredeti címe             | Karakter                      | A szinkronizált színész | Műfaj                          |
| Tarzan 1.: Tarzan, a majomember (1932)     | Tarzan the Ape Man            | Jane Parker                   | Maureen O'Sullivan      | amerikai játékfilm             |
| Tarzan 2.: Tarzan és asszonya (1934)       | Tarzan and His Mate           | Jane Parker                   | Maureen O'Sullivan      | amerikai játékfilm             |
| Tarzan 3.: Tarzan szökése (1936)           | Tarzan Escapes                | Jane                          | Maureen O'Sullivan      | amerikai játékfilm             |
| Tarzan 4.: Tarzan és fia (1939)            | Tarzan Finds a Son!           | Jane                          | Maureen O'Sullivan      | amerikai játékfilm             |
| Tarzan 5.: Tarzan titkos kincse (1941)     | Tarzan's Secret Treasure      | Jane                          | Maureen O'Sullivan      | amerikai játékfilm             |
| Tarzan 6.: Tarzan New Yorkban (1942)       | Tarzan's New York Adventure   | Jane                          | Maureen O'Sullivan      | amerikai játékfilm             |
| Tarzan 9.: Tarzan és az amazonok (1945)    | Tarzan and the Amazons        | Jane                          | Brenda Joyce            | amerikai játékfilm             |
| Tarzan 10.: Tarzan és a leopárdnő (1946)   | Tarzan and the Leopard Woman  | Jane                          | Brenda Joyce            | amerikai játékfilm             |
| Tarzan 11.: Tarzan és a betolakodók (1947) | Tarzan and the Huntress       | Jane                          | Brenda Joyce            | amerikai játékfilm             |
| Tarzan 12.: Tarzan és a sellők (1948)      | Tarzan and the Mermaids       | Jane                          | Brenda Joyce            | amerikai játékfilm             |
| Meggyónom (1953)                           | I Confess                     | Ruth Grandfort                | Anne Baxter             | amerikai thriller              |
| Aladdin csodái (1961)                      | Le meraviglie di Aladino      | Zaina hercegnő                | Michèle Mercier         | francia-olasz-amerikai fantasy |
| A kulcsszó: félelem (1972)                 | Fear Is the Key               | Sarah Ruthven                 | Suzy Kendall            | amerikai akció krimi           |
| A fattyú (1976)                            | El Jayón                      | Marcela                       | Carmen de la Maza       |                                |
| A mások pénze (1978)                       | L'Argent des autres           | Cécile Rainier                | Catherine Deneuve       | két Césart kapott filmdráma    |
| Felhőtáncos (1980)                         | Cloud Dancer                  | Helen St. Clair               | Jennifer O’Neill        | amerikai filmdráma             |
| Szívügyek (1980)                           | Le coeur en écharpe           | Isabelle                      | Caroline Cellier        |                                |
| Texasi élet (1981)                         | Hard Country                  | Jodie                         | Kim Basinger            | amerikai filmdráma             |
| Románc az Orient expresszen (1985)         | Romance on the Orient Express | Lily Parker                   | Cheryl Ladd             | angol romantikus dráma         |
| Leskelődni veszélyes (1986)                | If Looks Could Kill           | Laura Williamson              | Kimberly Lambert        |                                |
| A legyőzhetetlen (1989)                    | Unconquered                   | Cindy                         | Jenny Robertson         |                                |
| Shirley Valentine (1989)                   | Shirley Valentine             | Jane                          | Alison Steadman         | angol-amerikai vígjáték        |
| Ovizsaru (1990)                            | Kindergarten Cop              | Joyce Palmieri / Rachel Crisp | Penelope Ann Miller     | amerikai akció-vígjáték        |
| A Villám (1990)                            | The Flash                     | Christina `Tina` McGee        | Amanda Pays             | amerikai akciófilm             |
| A szerencsés katonák (1992)                | Soldier's Fortune             | Susan Alexander               | Barbara Bingham         |                                |
| Vírus (1995)                               | Outbreak                      | Robby Keough                  | Rene Russo              | amerikai katasztrófa film      |